# Chalchihuites (kommun)
Chalchihuites är en kommun i Mexiko.   Den ligger i delstaten Zacatecas, i den centrala delen av landet, 700 km nordväst om huvudstaden Mexico City.
Följande samhällen finns i Chalchihuites:
- Chalchihuites
- San José de Buenavista
- Hidalgo del Manto
- El Pueblito
- Agua de la Vieja
- Colonia Lázaro Cárdenas
- La Purísima
- Rancho Colorado
- Soledad de Piedras Azules
- Jesús María